# Na Verkhnej Maslovke
Na Verkhnej Maslovke (russisk: На Верхней Масловке) er en russisk spillefilm fra 2004 af Konstantin Khudjakov.

## Medvirkende
- Alisa Freindlikh som Anna Borisovna
- Jevgenij Mironov som Petja
- Aljona Babenko som Nina
- Jevgenij Knjazev som Matvej
- Jekaterina Guseva som Katja